# 28-ма паралель північної широти
28-ма паралель північної широти — лінія широти, що лежить на 28 градусів північніше земної екваторіальної площини. Вона проходить через Північну Африку, Азію, Тихий океан, Північну Америку та Атлантичний океан.
Через паралель проходить кордон між мексиканськими штатами Нижня Каліфорнія та Південна Нижня Каліфорнія.

Через 28-му паралель північної широти проходить кордон між мексиканськими штатами Нижня Каліфорнія та Південна Нижня Каліфорнія

Паралель проходить біля північного підніжжя гори Еверест, найвищої гори Землі.
На цій широті під час літнього сонцестояння сонце видно 13 годин 55 хвилин, а під час зимового сонцестояння — 10 годин 22 хвилини.

## Список географічних об'єктів, що перетинає 28° пн. ш.
Починаючи з Гринвіцького меридіану та рухаючись на схід, 28-ма паралель північної широти проходить через:
| Координати                                                   | Країна, територія або море | Примітки |
| ------------------------------------------------------------ | -------------------------- | --- |
| 28°0′ пн. ш. 0°0′ сх. д. / 28.000° пн. ш. 0.000° сх. д.      | Алжир                      | |
| 28°0′ пн. ш. 9°55′ сх. д. / 28.000° пн. ш. 9.917° сх. д.     | Лівія                      | |
| 28°0′ пн. ш. 25°0′ сх. д. / 28.000° пн. ш. 25.000° сх. д.    | Єгипет                     | |
| 28°0′ пн. ш. 33°27′ сх. д. / 28.000° пн. ш. 33.450° сх. д.   | Червоне море               | Суецька затока |
| 28°0′ пн. ш. 33°48′ сх. д. / 28.000° пн. ш. 33.800° сх. д.   | Єгипет                     | Проходить через Синайський півострів — північніше Шарм-еш-Шейха |
| 28°0′ пн. ш. 34°26′ сх. д. / 28.000° пн. ш. 34.433° сх. д.   | Червоне море               | Тиранські протоки |
| 28°0′ пн. ш. 34°30′ сх. д. / 28.000° пн. ш. 34.500° сх. д.   | Саудівська Аравія          | Проходить через острів Тиран |
| 28°0′ пн. ш. 34°33′ сх. д. / 28.000° пн. ш. 34.550° сх. д.   | Червоне море               | |
| 28°0′ пн. ш. 35°10′ сх. д. / 28.000° пн. ш. 35.167° сх. д.   | Саудівська Аравія          | |
| 28°0′ пн. ш. 48°46′ сх. д. / 28.000° пн. ш. 48.767° сх. д.   | Перська затока             | |
| 28°0′ пн. ш. 51°20′ сх. д. / 28.000° пн. ш. 51.333° сх. д.   | Іран                       | |
| 28°0′ пн. ш. 62°47′ сх. д. / 28.000° пн. ш. 62.783° сх. д.   | Пакистан                   | Белуджистан Сінд Пенджаб |
| 28°0′ пн. ш. 70°21′ сх. д. / 28.000° пн. ш. 70.350° сх. д.   | Індія                      | Раджастхан |
| 28°0′ пн. ш. 70°35′ сх. д. / 28.000° пн. ш. 70.583° сх. д.   | Пакистан                   | Пенджаб |
| 28°0′ пн. ш. 71°54′ сх. д. / 28.000° пн. ш. 71.900° сх. д.   | Індія                      | Раджастхан Хар'яна Раджастхан Хар'яна Уттар-Прадеш |
| 28°0′ пн. ш. 81°38′ сх. д. / 28.000° пн. ш. 81.633° сх. д.   | Непал                      | |
| 28°0′ пн. ш. 85°57′ сх. д. / 28.000° пн. ш. 85.950° сх. д.   | КНР                        | Тибет — приблизно на 14 км |
| 28°0′ пн. ш. 86°5′ сх. д. / 28.000° пн. ш. 86.083° сх. д.    | Непал                      | Приблизно на 11 км |
| 28°0′ пн. ш. 86°12′ сх. д. / 28.000° пн. ш. 86.200° сх. д.   | КНР                        | Тибет — приблизно на 30 км |
| 28°0′ пн. ш. 86°30′ сх. д. / 28.000° пн. ш. 86.500° сх. д.   | Непал                      | Гора Еверест лежить на кордоні Непалу та КНР |
| 28°0′ пн. ш. 86°53′ сх. д. / 28.000° пн. ш. 86.883° сх. д.   | КНР                        | Тибет |
| 28°0′ пн. ш. 88°25′ сх. д. / 28.000° пн. ш. 88.417° сх. д.   | Індія                      | Сіккім |
| 28°0′ пн. ш. 88°50′ сх. д. / 28.000° пн. ш. 88.833° сх. д.   | КНР                        | Тибет |
| 28°0′ пн. ш. 88°27′ сх. д. / 28.000° пн. ш. 88.450° сх. д.   | Бутан                      | |
| 28°0′ пн. ш. 91°0′ сх. д. / 28.000° пн. ш. 91.000° сх. д.    | КНР                        | Тибет — приблизно на 15 км |
| 28°0′ пн. ш. 91°9′ сх. д. / 28.000° пн. ш. 91.150° сх. д.    | Бутан                      | |
| 28°0′ пн. ш. 91°27′ сх. д. / 28.000° пн. ш. 91.450° сх. д.   | КНР                        | Тибет |
| 28°0′ пн. ш. 92°43′ сх. д. / 28.000° пн. ш. 92.717° сх. д.   | Індія                      | Аруначал-Прадеш |
| 28°0′ пн. ш. 97°23′ сх. д. / 28.000° пн. ш. 97.383° сх. д.   | М'янма                     | |
| 28°0′ пн. ш. 98°8′ сх. д. / 28.000° пн. ш. 98.133° сх. д.    | КНР                        | Юньнань Сичуань Юньнань Сичуань Юньнань Сичуань Гуйчжоу Хунань Цзянсі Фуцзянь Чжецзян — проходить через Веньчжоу |
| 28°0′ пн. ш. 120°57′ сх. д. / 28.000° пн. ш. 120.950° сх. д. | Східнокитайське море       | |
| 28°0′ пн. ш. 129°5′ сх. д. / 28.000° пн. ш. 129.083° сх. д.  | Тихий океан                | Проходить через острови Амамі, Японія Проходить північніше островів Оґасавара, Японія Проходить південніше атола Мідвей, Зовнішні малі острови США Проходить північніше атола Перл і Гермес, Гаваї, США Проходить південніше острова Седрос, Мексика |
| 28°0′ пн. ш. 114°12′ зх. д. / 28.000° пн. ш. 114.200° зх. д. | Мексика                    | Проходить через півострів Каліфорнія Становить кордон між штатами Нижня Каліфорнія та Південна Нижня Каліфорнія |
| 28°0′ пн. ш. 112°46′ зх. д. / 28.000° пн. ш. 112.767° зх. д. | Каліфорнійська затока      | |
| 28°0′ пн. ш. 111°10′ зх. д. / 28.000° пн. ш. 111.167° зх. д. | Мексика                    | Проходить північніше Гуаймаса |
| 28°0′ пн. ш. 100°0′ зх. д. / 28.000° пн. ш. 100.000° зх. д.  | США                        | Техас Проходить через острів Сан-Хосе[en] |
| 28°0′ пн. ш. 96°54′ зх. д. / 28.000° пн. ш. 96.900° зх. д.   | Мексиканська затока        | |
| 28°0′ пн. ш. 82°50′ зх. д. / 28.000° пн. ш. 82.833° зх. д.   | США                        | Флорида Проходить через острів Клірвотер-Біч[en] та півострів Флорида |
| 28°0′ пн. ш. 80°31′ зх. д. / 28.000° пн. ш. 80.517° зх. д.   | Атлантичний океан          | Проходить південніше острова Ла-Гомера, Канарські острови, Іспанія |
| 28°0′ пн. ш. 16°42′ зх. д. / 28.000° пн. ш. 16.700° зх. д.   | Іспанія                    | Проходить через острів Тенерифе |
| 28°0′ пн. ш. 16°38′ зх. д. / 28.000° пн. ш. 16.633° зх. д.   | Атлантичний океан          | |
| 28°0′ пн. ш. 15°49′ зх. д. / 28.000° пн. ш. 15.817° зх. д.   | Іспанія                    | Проходить через острів Гран-Канарія |
| 28°0′ пн. ш. 15°22′ зх. д. / 28.000° пн. ш. 15.367° зх. д.   | Атлантичний океан          | Проходить південніше острова Фуертевентура, Іспанія |
| 28°0′ пн. ш. 12°32′ зх. д. / 28.000° пн. ш. 12.533° зх. д.   | Марокко                    | |
| 28°0′ пн. ш. 8°40′ зх. д. / 28.000° пн. ш. 8.667° зх. д.     | Алжир                      | |

## 28-ма паралель північної широти в культурі
- Пісня «Twenty eighth parallel» в альбомі 1492: Conquest of Paradise гурту Vangelis.